# Марулис, Хелен
Хелен Луиза Марулис (англ. Helen Louise Maroulis, род. 19 сентября 1991 года, Роквилл (Мэриленд)) — американская спортсменка-борец вольного стиля, олимпийская чемпионка 2016 года, трёхкратная чемпионка мира (2015,2017,2021). Первая в истории американка, выигравшая олимпийское золото в женской борьбе. Выступает в категории до 57 кг, ранее выступала в категории до 55 кг.
В финале Олимпийских игр 2016 года победила прославленную японку Саори Ёсиду, которая не знала поражений на Олимпийских играх и чемпионатах мира с 2002 года.
На чемпионатах мира 2015 и 2017 года выиграла все 9 схваток, не позволив соперницам набрать ни одного очка.
- В 2009 году стала бронзовой призёркой панамериканского чемпионата.
- В 2011 году стала обладательницей золотой медали Панамериканских игр.
- В 2012 году завоевала серебряную медаль чемпионата мира.
- В 2014 году стала бронзовой призёркой чемпионата мира.
- В 2015 году выиграла золото чемпионата мира в Лас-Вегасе
- В 2016 году стала олимпийской чемпионкой в Рио-де-Жанейро.
- В 2017 году выиграла золото чемпионата мира в Париже
- В 2020 году выиграла бронзу на олимпийских играх в Токио
- В 2024 году выиграла бронзу на олимпийских играх в Париже